# نان مرقوق
نان مرقوق که به نان شراک یا نان مشروح یا نان ساجی نیز معروف است. نوعی نان فطیر مسطح عربی بدون خمیرمایه است که در کشورهای شرق عربی و کشورهای شبه جزیره عربستان رایج است. مرقوق بمعنی ظریف و نازک است. آنرا روی ساج می‌پزند و به قطر حدود ۶۰ سانتی‌متر و نازک و تقریباً نیمه شفاف است. اغلب قبل از فروختن آن را تا می‌کنند و در کیسه می‌کنند. اغلب با نان پیتا مقایسه می‌شود.

## تاریخ
از مرقوق در کتاب الطبیخ کتاب آشپزی قرن دهم ابن سیار الوراق با نام رقاق نیز یاد شده‌است. او آن را نان بزرگ و نازک و بدون خمیرمایه توصیف می‌کند. خاورشناس آلمانی گوستاف دالمن، مرقوق را در فلسطین در اوایل قرن بیستم به عنوان نامی که به نان مسطح تهیه شده در تنور نیز گفته می‌شد توصیف کرد، اگر چه در این مورد گاهی اوقات با مواد خمیر مایه درست می‌شد.